# Наступление на Уэску
Наступление на Уэску (исп. Ofensiva de Huesca) — неудачное наступление республиканской армии на Уэску с 12 по 19 июня 1937 года во время гражданской войны в Испании. Атакующие войска не смогли прорвать оборону националистов и были вынуждены отступить на исходные позиции.

## Планы, силы сторон
В апреле 1937 года националисты начали наступление на удерживаемую республиканцами провинцию Бискайя, и к концу мая их войска вышли на восточную сторону обороны Бильбао. Республиканское правительство решило начать два диверсионных наступления на Арагонском и Мадридском фронтах, чтобы отвлечь войска мятежников.
После подавления оппозиции в Барселоне в начале мая 1937 года республиканские войска на Арагонском фронте были реорганизованы, и республиканское правительство учредило новую Восточную армию. Эти войска, которыми был назначен командовать генерал Себастьян Посас, ранее не воевавший в Арагоне, были усилены XII интернациональной бригадой во главе с генералом Лукачем (он же писатель Мате Залка) и четырьмя бригадами с центрального фронта.
Республиканские силы превосходили численностью войска националистов (два полка), осажденные в Уэске, но её защитники прекрасно знали местность, заранее пристрелялись на многих участках и подготовили для обороны тщательно выстроенные и замаскированные полевые укрепления с системой перекрестного огня, а республиканские войска имели небольшую артиллерийскую и бронетанковую поддержку.
Республиканцы пренебрегали разведкой и потому имели самые скудные и малодостоверные сведения о противнике. Фронтовое командование и его советский военный советник Леонидов плохо спланировали операцию и не лучшим образом руководили ею.
За день до наступления прямым попаданием снаряда в штабной автомобиль был убит генерал Лукач и тяжело ранен его дивизионный советник Фриц (советский офицер П. И. Батов). Присланный из Валенсии на замену Лукачу генерал Клебер (он же Манфред Штерн) объединил под своим командованием две интербригады в одну 45-ю дивизию, на которую возлагалась главная надежда в предстоящей операции. Остальная часть республиканского наступления была поручена войскам 25-й, 27-й, 28-й, 29-й дивизий и 72-й смешанной бригады, прибывшей из Мадрида. Этой группой войск будет командовать полковник Гильермо де ла Пенья Куси.

## Наступление
Наступление на Уэску началось 12 июня после небольшого артобстрела позиций противника. Под общим руководством фронтового командующего генерала Посаса наступали две дивизии и несколько бригад, не менее 15 000 штыков. Основной удар был направлен на саму Уэску, два других — на городки Чимильяс и Алерре, лежащие северо-западнее.
Республиканские войска, наступавшие более километра по открытой местности, уничтожались пулеметным и артиллерийским огнем националистов. Но Посас и Леонидов шаблонно гнали войска в наступление именно там, где провалились все предыдущие атаки. Их единственным аргументом было: «Бильбао! Нужно выручить Бильбао!»
После провала первой атаки в течение трех следующих дней следуют артиллерийские поединки, чтобы повредить любую жизненно важную точку в обороне противника. С 14 по 16 июня над Уэской разгорелись ожесточенные воздушные бои, в которых с обеих сторон участвовало до сотни самолётов.
На рассвете 16 июня республиканские войска начинают новую атаку на Алерре и Чимильяс, чтобы заблокировать коридор, соединявший окруженную Уэску с «большой землей». Расположенные вокруг них селения и хутора по нескольку раз переходят из рук в руки. Сильный вражеский огонь, огромные потери и неразбериха, царящая в республиканских войсках, заставляет их отступить.
Безуспешные попытки атаковать продолжаются до 19 июня, когда известие о падении Бильбао деморализовало солдат, многие из которых стали покидать линию фронта. В конце дня мобильная колонна националистов под командованием подполковника Галеры вышла из Уэски и отвоевала позиции, утраченные 16-го.
20 июня республиканцы отступают на свои исходные позиции.

## Потери. Военный опыт
Республиканские войска потеряли почти 6000 ранеными и убитыми (до 40 % состава) и были истощены. Так как основные потери пришлись на дивизии, укомплектованные анархистами и членами ПОУМ (троцкисты), то это снова привело к росту недоверия этих левых групп к испанским коммунистам. Потери же националистов были ничтожно малыми — более двухсот убитыми и ранеными.
Несмотря на удачное использование авиации в воздушных боях и для бомбардировки позиций противника, республиканское наступление провалилось. Генерал Посас, обремененный обязанностями, не смог координировать связь между различными наступавшими колонами, в результате была потеряна согласованность: когда одни бригады кидались в атаку, другие отсиживались в траншеях. Атаковали по открытой местности и в лоб. В передвижениях войск отсутствовала всякая внезапность и осмотрительность: средь бела дня на глазах у противника меняли направление движения пехотных частей, не координировался заградительный огонь артиллерии, в результате чего стрельба велась по ненужным секторам или приостанавливалась. Девять танков, прибывших своим ходом с ближайшей железнодорожной станции требовали ремонта и не всегда могли поддержать атакующих.
Националисты доказали, что умело обороняясь на укрепленных позициях, даже уступая в численности противнику в три-четыре раза, можно успешно отбивать атаки. Не потребовав у верховного командования ни одной роты резервов, не имея бронетанковых сил и располагая малочисленной артиллерией, они полностью выиграли оборонительную операцию.